# 川崎芳太郎
川崎芳太郎（1869年2月17日—1920年7月13日）是一位日本企业家，神户川崎银行行长、川崎汽船社長、川崎商船学校创建人。川崎造船所创始人川崎正藏的外甥。。男爵。

## 生平
1869年出生于鹿儿岛县，鬼冢善兵卫的长子。。1886年在舅舅川崎正藏创建的川崎造船所任职，1890年在驻美国公使高平小五郎的协助下赴美留学。
1892年成为川崎正藏嗣子，1896年川崎造船所成立时担任副社长。协助社长松方幸次郎。1905年神户川崎银行行长，1917年创建川崎商船学校。
1919年担任川崎汽船、国际汽船、大福海上的社长。后出任神户新闻社长。。

## 荣誉
1920年1月13日被授予男爵爵位。。去世后由长子川崎武之助承袭爵位。